# Štrekljevec
Štrékljevec je naselje v Sloveniji.
Naselje je bilo ustanovljeno že v času Starega Rima, o čemer pričajo ohranjeni grobovi.